# Euphyia scripturata
Euphyia scripturata là một loài bướm đêm trong họ Geometridae.